# Hydromantes supramontis
Espèce
Synonymes
- Speleomantes supramontis (Lanza, Nascetti & Bullini, 1986)

Statut de conservation UICN

 EN B1ab(iii,v) : En danger
Hydromantes supramontis est une espèce d'urodèles de la famille des Plethodontidae. Elle peut être appelée en français Spélerpès de Supramonte.

## Répartition

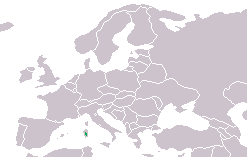

Cette espèce est endémique de Sardaigne en Italie. Elle se rencontre de 100 à 1 360 m d'altitude, dans le massif du Supramonte, dans la région d'Orosei.

## Étymologie
Cette espèce est nommée en référence au lieu de sa découverte, le massif du Supramonte.

## Publication originale
- Lanza, Nascetti, & Bullini, 1986 : A new species of Hydromantes from eastern Sardinia and its genetic relationships with other Sardinian plethodontids (Amphiba: Urodela). Bollettino. Museo Regionale di Scienze Naturali, vol. 4, p. 261-289.